# River Rother (vattendrag i Storbritannien, lat 53,43, long -1,37)
River Rother är ett vattendrag i Storbritannien.   Det ligger i riksdelen England, i den sydöstra delen av landet, 230 km norr om huvudstaden London.